# مايك فاريل (لاعب هوكي الجليد)
مايك فاريل (بالإنجليزية: Mike Farrell)‏ هو لاعب هوكي الجليد أمريكي، ولد في 20 أكتوبر 1978.

## وصلات خارجية
- مايك فاريل على موقع دوري الهوكي الوطني (الإنجليزية)
- مايك فاريل على موقع قاعة مشاهير الهوكي (لاعب أن.إتش.أل) (الإنجليزية)
- مايك فاريل على موقع EliteProspects.com (الإنجليزية)
- مايك فاريل على موقع HockeyDB.com (الإنجليزية)
- مايك فاريل على موقع Hockey-Reference.com (الإنجليزية)